# Indici di sviluppo
Con il termine indici di sviluppo si intendono tutti quegli indicatori che misurano il livello di sviluppo umano e sociale alternativi o complementari al prodotto interno lordo, coerenti con il concetto di sviluppo sostenibile o altro ancora. Tra questi indicatori si ricordano:

## Descrizione
- Qualità di vita
- Indice di sviluppo umano
  - Indice di sviluppo umano (Rapporto 2005)
  - Indice di sviluppo umano (Rapporto 2006)
  - Indice di sviluppo umano (Rapporto 2009)
- Benessere equo e sostenibile
- Indicatori di sostenibilità ambientale
- Indice di benessere economico sostenibile
- Genuine Progress Indicator
- Felicità interna lorda
- Benessere interno lordo
- Prodotto interno lordo verde

Piani e statistiche del millennio sono discussi nelle seguenti voci:
- Rapporto sui limiti dello sviluppo
- Obiettivi di sviluppo del Millennio
- Programma delle Nazioni Unite per lo sviluppo
- Stati per indice di sviluppo umano
- Stati per indice di sviluppo umano (2009)